# La Font d'En Carròs
La Font d'En Carròs è un comune spagnolo di 3 190 abitanti situato nella comunità autonoma Valenciana.